# Lithiumdiethylamid
Lithiumdiethylamid ist eine organische Verbindung aus der Gruppe der Metallamide und ein Derivat des Diethylamins.

## Herstellung
Lithiumdiethylamid kann durch Reaktion von Diethylamin mit Methyllithium gewonnen werden. Alternativ ist auch die Umsetzung von Diethylamin mit Phenyllithium, Butyllithium oder unter bestimmten Bedingungen, beispielsweise unter Zusatz von HMPT, durch Reaktion von Diethylamin mit elementarem Lithium.

## Eigenschaften
Lithiumdiethylamid ist ein extrem pyrophorer, weißer Feststoff, der mit Wasser heftig reagiert. In reinen Kohlenwasserstoff-Lösungsmitteln ist es unlöslich, es ist jedoch löslich in Tetrahydrofuran, Diethylether sowie Mischungen von Diethylether mit Hexan oder Benzol.

## Reaktionen
Lithiumdiethylamid wird als nukleophiles Reagenz und starke Base verwendet. Durch Reaktion mit α,ω-Dinitrilen wie Suberonitril können makrocyclische Verbindungen hergestellt werden. Dies war eine der ersten bekannten Methoden, mit denen dies in guter Ausbeute möglich war. Lithiumdiethylamid wurde in verschiedenen organischen Synthesen als Base eingesetzt, beispielsweise bei der Herstellung von Dec-7-eno-1,4-lacton und Digitoxigenin.